# التغير المناخي في روسيا

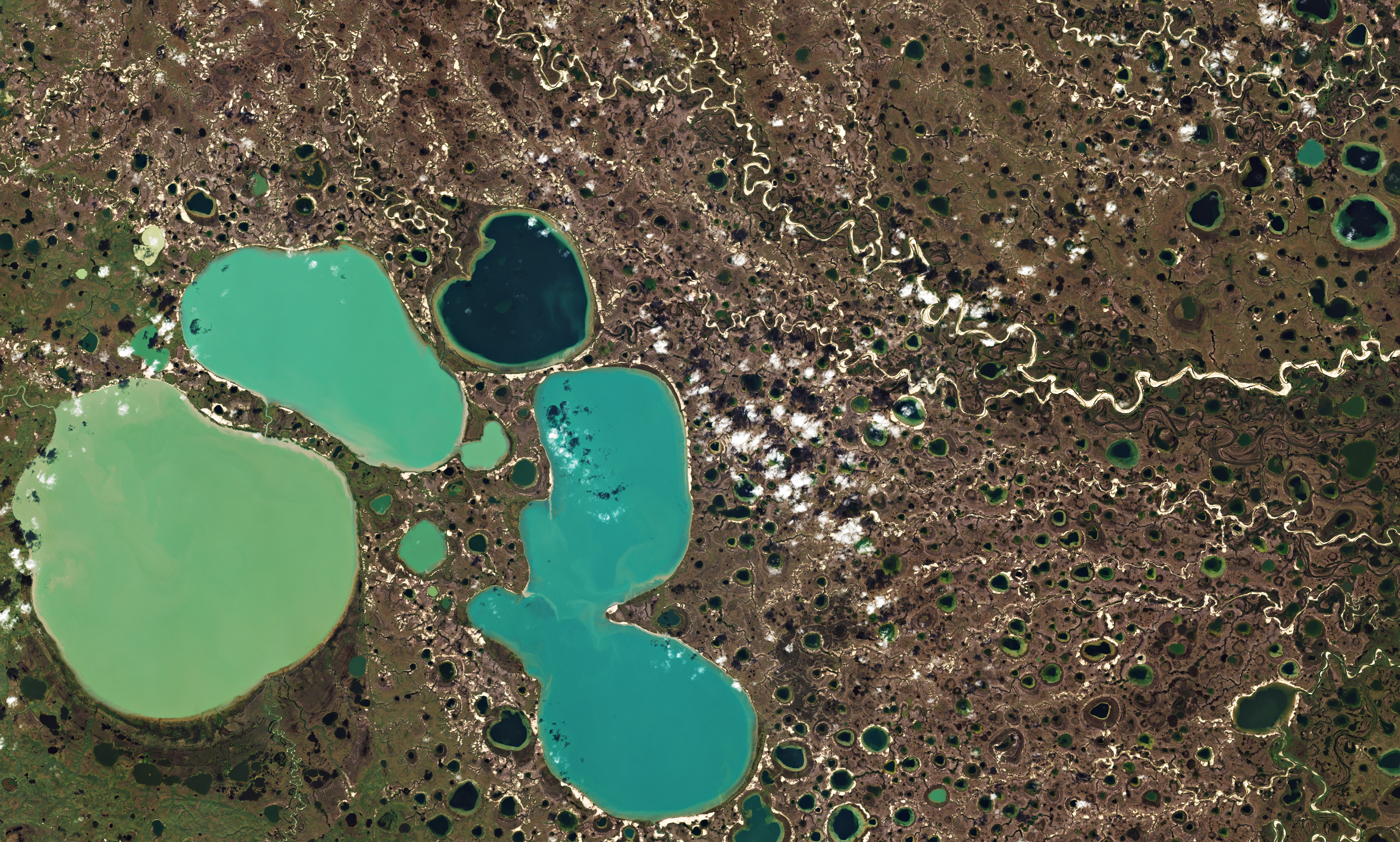
صوره تصف التغير المناخي في روسيا

التغير المناخي في روسيا، له آثار خطيرة على الخصائص المناخية في روسيا، بما في ذلك متوسط درجات الحرارة وهطول الأمطار، وذوبان التربة الصقيعية وحرائق الغابات والفيضانات وموجات الحر. قد تؤثر التغيرات على الفيضانات المفاجئة الداخلية، وتتسبب في زيادة تواتر الفيضانات الساحلية وزيادة التعرية، والإقلال من الغطاء الثلجي وذوبان الأنهار الجليدية، ما قد يؤدي في النهاية إلى خسائر في الأنواع وتغييرات في أداء النظام البيئي.
قدمت روسيا في أواخر مارس 2020، إستراتيجية طويلة المدى حول كيفية تقليل انبعاثات غازات الاحتباس الحراري بحلول عام 2050. وافقت الدولة أيضًا على أهداف اتفاقية باريس وغاياتها في عام 2016، مما يعني أن الارتفاع في متوسط درجة الحرارة العالمية يجب أن يظل أقل من درجتين مئويتين (3.6 درجة فهرنهايت). تحتاج روسيا مثل هذه الاستراتيجيات والاتفاقيات للحد من آثار التغير المناخي على النطاقين الإقليمي والعالمي، باعتبارها مصنفةً في المرتبة الرابعة لأكبر مصادر الغازات المسببة للاحتباس الحراري في العالم.

## انبعاثات غازات الدفيئة
تزيد مساهمة روسيا في الإجمالي العالمي السنوي لانبعاثات غازات الدفيئة عن 3%، ويأتي معظمها من الوقود الأحفوري. ينبعث من روسيا حوالي 1600 ميغا طن من مكافئ ثاني أكسيد الكربون من بين غازات الاحتباس الحراري كل عام، أي حوالي 5% من الانبعاثات العالمية، وحوالي 11 طنًا لكل شخص. سيفضي خفض انبعاثات غازات الدفيئة، وبالتالي انخفاض تلوث الهواء في روسيا، إلى فوائد صحية أكبر من تكلفتها.
تساهم انبعاثات غازات الدفيئة من قبل روسيا بشكل كبير على التغير المناخي، إذ تعدّ روسيا رابع أكبر مصدر لانبعاثات غازات الدفيئة في العالم، وتأتي معظم انبعاثات البلاد من قطاع الطاقة الذي يحرق الوقود الأحفوري. انبعث من روسيا وحدها في عام 2017، حوالي 2155 مليون طن من ثاني أكسيد الكربون، وأُعيد امتصاص 578 مليون طن منها، باستخدام الأراضي وتغيير استخدام الأراضي والحراجة، وبالتالي تساهم روسيا بحوالي 5% من الانبعاثات العالمية.
انخفضت انبعاثات غازات الدفيئة في روسيا بنسبة 30.3% بين عامي 1990 و2018 (باستثناء الانبعاثات الناتجة عن استخدام الأراضي وتغيير استخدام الأراضي والحراجة)، وقد وضعت روسيا رغم ذلك أهدافًا لخفض انبعاثات غازات الدفيئة بدرجة أكبر. قدمت روسيا في عام 2020 مساهمة محددة وطنيًا لاتفاقية الأمم المتحدة الإطارية بشأن التغير المناخي، بهدف خفض الانبعاثات بنسبة 30% بحلول عام 2030.

## الآثار على البيئة الطبيعية

### تغيرات الحرارة والطقس
أثر التغير المناخي على زيادة درجة الحرارة التي تكون أكبر في خطوط العرض الشمالية العليا من نواح كثيرة، وفقًا للجنة الدولية للتغيرات المناخية (2007)، كتأثيره على إدارة الزراعة والغابات في خطوط العرض العليا في نصف الكرة الشمالي، مثل زراعة المحاصيل في الربيع في وقت مبكر، وزيادة تواتر حرائق الغابات، والتغيرات في اضطراب الغابات بسبب الآفات، وزيادة المخاطر الصحية بسبب موجات الحرارة، والتغيرات في الأمراض المعدية وحبوب اللقاح المسببة للحساسية، والتغيرات في الأنشطة البشرية في القطب الشمالي، مثل الصيد والسفر على الثلج والجليد.
زاد هطول الأمطار في شمال أوروبا وشمال ووسط آسيا بين عامي 1900 وعام 2005، وقد أدى ذلك في الآونة الأخيرة إلى زيادات كبيرة إلى حد ما في الناتج المحلي الإجمالي. قد تؤثر التغييرات على الفيضانات المفاجئة الداخلية، وزيادة تواتر الفيضانات الساحلية، وزيادة التعرية، وتقليل الغطاء الثلجي وفقدان الأنواع.

#### تغيرات درجات الحرارة حتى الآن
يرتفع متوسط درجة الحرارة السنوية حاليًا في المناطق الغربية من روسيا بمقدار 0.4-0.5 درجة مئوية كل عقد، ويرجع ذلك إلى زيادة عدد الأيام الدافئة، وكذلك انخفاض عدد الأيام الباردة منذ سبعينيات القرن العشرين. ازداد تواتر الأيام شديدة الحرارة في فصل الصيف على مدار الخمسين عامًا الماضية، وتضاعف عدد مواسم الصيف ذات الأيام شديدة الحرارة بين 1980 و2012 مقارنة بالعقود الثلاثة السابقة.
بلغ الاحترار في روسيا حوالي 1.29 درجة مئوية على مدى المئة عام الماضية، في الوقت الذي بلغ فيه الاحترار 0.74 درجة على النطاق العالمي، وفقًا لتقرير التقييم الرابع للجنة الدولية للتغيرات المناخية، مشيرًا إلى أن ارتفاع درجة الحرارة في المناخ الروسي يحدث بمعدل أسرع من المتوسط. ارتفعت درجات الحرارة في القطب الشمالي مثلًا، بمقدار ضعف المعدل العالمي، أي 0.2 درجة لكل عقد خلال الثلاثين عامًا الماضية.
زاد الحدان السنويان الأقصى والأدنى لدرجة حرارة الهواء السطحي، وانخفض عدد أيام الصقيع خلال المئة عام الماضية. كان الاحترار أكثر وضوحًا في فترتي الشتاء والربيع، وكان أكثر حدة في الجزء الشرقي من البلاد، وفقًا للجنة المشتركة بين الوكالات التابعة للاتحاد الروسي والمعنية بالتغير المناخي لعام 2002. لوحظ نتيجة لذلك طول فترة الغطاء النباتي في معظم أنحاء روسيا، مع بداية أبكر للربيع، وبداية متأخرة للخريف.

#### تغيرات هطول الأمطار حتى الآن
يصعب تحديد أنماط التغيرات في هطول الأمطار، إذ لوحظت زيادات في هطول الأمطار السنوي (7.2 ملم كل 10 سنوات) وسطيًا بين عامي 1976 و2006 في روسيا بشكل عام. كما لوحظت أنماط إقليمية مختلفة. تتمثل إحدى الأنماط الواضحة في زيادة هطول الأمطار في الربيع بمعدل 16.8 ملم لكل عقد في سيبيريا والأجزاء الغربية من روسيا، وبانخفاض عام في هطول الأمطار في المناطق الشرقية.
تظهر التغييرات في الغطاء الثلجي والعمق خلال الثلاثين عامًا الماضية، انخفاض الغطاء الثلجي بشكل كبير في المناطق الغربية من روسيا، كما حدث في نصف الكرة الشمالي بشكل عام. لوحظ أيضًا انخفاض عام في عمق الغطاء الثلجي في الأجزاء الغربية من البلاد. كان ارتفاع درجات الحرارة السبب الرئيسي لذلك. أدت الزيادة في هطول الأمطار عند خطوط العرض العليا أيضًا إلى زيادة ملحوظة في تراكم الثلوج في المناطق التي تظل فيها درجات الحرارة الشتوية منخفضة بدرجة كافية.

#### تغيرات الغطاء الجليدي والأنهار الجليدية حتى الآن
أظهرت عمليات رصد الأقمار الصناعية للتغيرات في الغطاء الجليدي البحري انخفاضًا ثابتًا في الجليد البحري على مدار العشرين عامًا الماضية، خاصة في القطب الشمالي. كما انخفض الغطاء الجليدي للأنهار في حوض تصريف بحر البلطيق في روسيا على مدار الخمسين عامًا الماضية. انخفضت مدة بقاء الغطاء الجليدي للنهر في المنطقة بما يتراوح بين 25 و40 يومًا في المتوسط، وانخفض بالمثل سمك الغطاء الجليدي أيضًا (بنسبة 15-20%) خلال النصف الثاني من القرن العشرين.
انخفضت الأنهار الجليدية في روسيا بنسبة تتراوح بين 10 و70% خلال النصف الثاني من القرن العشرين، نتيجة لزيادة درجات الحرارة وتغير أنماط هطول الأمطار. تعتمد الاختلافات في معدل تغيرات الأنهار الجليدية على ديناميكيات مناخية محلية محددة.

#### التغيرات المتوقعة في هطول الأمطار
تظهر معظم النماذج وسيناريوهات الانبعاثات، التوقع بازدياد متوسط هطول الأمطار السنوي في معظم أنحاء روسيا بحلول عام 2100 مقارنة بالفترة 1960-1990. يُتوقع حدوث أعلى زيادة في هطول الأمطار بنسبة أكبر من 20% في المناطق الشمالية من البلاد، بينما ستشهد معظم المناطق الأخرى زيادات تتراوح بين 10 و20%. يُتوقع أن تحدث معظم هذه الزيادة في هطول الأمطار في فصل الشتاء، وفي نفس الوقت حدوث انخفاض في هطول الأمطار في المناطق الجنوبية من روسيا، وخاصة في الجنوب الغربي وسيبيريا.
سيؤدي التغير المناخي إلى انخفاض كبير في الغطاء الثلجي في معظم مناطق روسيا بشكل عام. ستتسبب الأمطار بزيادة متوقعة في التهطال في فصل الشتاء في معظم أنحاء البلاد بشكل أساسي، مما يقلل من الكتلة الثلجية، ويزيد من الجريان السطحي في الشتاء، ويُتوقع في الوقت نفسه أن تتساقط الأمطار المتزايدة في سيبيريا على شكل ثلوج، مما يؤدي في هذه الحالة إلى تراكم الكتلة الثلجية في الشتاء، يليه ذوبان سريع في الربيع، وزيادة في خطر حدوث الفيضانات.